# 滋賀県小学校一覧
滋賀県小学校一覧（しがけんしょうがっこういちらん）は、滋賀県の小学校および義務教育学校（前期課程）の一覧。

## 国立小学校
- 滋賀大学教育学部附属小学校

## 公立小学校・義務教育学校

### 大津市
- 大津市立青山小学校
- 大津市立伊香立小学校
- 大津市立石山小学校
- 大津市立仰木小学校
- 大津市立仰木の里小学校
- 大津市立仰木の里東小学校
- 大津市立大石小学校
- 大津市立逢坂小学校
- 大津市立雄琴小学校
- 大津市立小野小学校
- 大津市立堅田小学校
- 大津市立葛川小学校
- 大津市立上田上小学校
- 大津市立唐崎小学校
- 大津市立木戸小学校
- 大津市立小松小学校
- 大津市立坂本小学校
- 大津市立志賀小学校
- 大津市立下阪本小学校
- 大津市立晴嵐小学校
- 大津市立膳所小学校
- 大津市立瀬田小学校
- 大津市立瀬田北小学校
- 大津市立瀬田東小学校
- 大津市立瀬田南小学校
- 大津市立田上小学校
- 大津市立中央小学校
- 大津市立長等小学校
- 大津市立南郷小学校
- 大津市立比叡平小学校
- 大津市立日吉台小学校
- 大津市立平野小学校
- 大津市立藤尾小学校
- 大津市立富士見小学校
- 大津市立真野小学校
- 大津市立真野北小学校
- 大津市立和邇小学校

### 彦根市
- 彦根市立城東小学校
- 彦根市立城西小学校
- 彦根市立城南小学校
- 彦根市立城北小学校
- 彦根市立佐和山小学校
- 彦根市立旭森小学校
- 彦根市立城陽小学校
- 彦根市立金城小学校
- 彦根市立鳥居本小学校
- 彦根市立河瀬小学校
- 彦根市立亀山小学校
- 彦根市立高宮小学校
- 彦根市立平田小学校
- 彦根市立稲枝北小学校
- 彦根市立稲枝東小学校
- 彦根市立稲枝西小学校
- 彦根市立若葉小学校

### 長浜市
- 長浜市立神照小学校
- 長浜市立北郷里小学校
- 長浜市立長浜小学校
- 長浜市立長浜北小学校
- 長浜市立長浜南小学校
- 長浜市立南郷里小学校
- 長浜市立びわ北小学校
- 長浜市立びわ南小学校
- 長浜市立田根小学校
- 長浜市立湯田小学校
- 長浜市立浅井小学校
- 長浜市立虎姫学園
- 長浜市立小谷小学校
- 長浜市立速水小学校
- 長浜市立朝日小学校
- 長浜市立高月小学校
- 長浜市立富永小学校
- 長浜市立古保利小学校
- 長浜市立七郷小学校
- 長浜市立伊香具小学校
- 長浜市立木之本小学校
- 長浜市立高時小学校
- 長浜市立余呉小中学校
- 長浜市立塩津小学校
- 長浜市立永原小学校

### 近江八幡市
- 近江八幡市立岡山小学校
- 近江八幡市立沖島小学校
- 近江八幡市立金田小学校
- 近江八幡市立北里小学校
- 近江八幡市立桐原小学校
- 近江八幡市立桐原東小学校
- 近江八幡市立島小学校
- 近江八幡市立八幡小学校
- 近江八幡市立馬淵小学校
- 近江八幡市立武佐小学校
- 近江八幡市立安土小学校
- 近江八幡市立老蘇小学校

### 草津市
- 草津市立常盤小学校
- 草津市立志津南小学校
- 草津市立笠縫小学校
- 草津市立渋川小学校
- 草津市立志津小学校
- 草津市立草津小学校
- 草津市立草津第二小学校
- 草津市立南笠東小学校
- 草津市立笠縫東小学校
- 草津市立山田小学校
- 草津市立玉川小学校
- 草津市立老上小学校
- 草津市立老上西小学校
- 草津市立矢倉小学校

### 守山市
- 守山市立小津小学校
- 守山市立河西小学校
- 守山市立立入が丘小学校
- 守山市立玉津小学校
- 守山市立中洲小学校
- 守山市立速野小学校
- 守山市立物部小学校
- 守山市立守山小学校
- 守山市立吉身小学校

### 栗東市
- 栗東市立金勝小学校
- 栗東市立大宝小学校
- 栗東市立大宝西小学校
- 栗東市立大宝東小学校
- 栗東市立葉山小学校
- 栗東市立葉山東小学校
- 栗東市立治田小学校
- 栗東市立治田西小学校
- 栗東市立治田東小学校

### 甲賀市
- 甲賀市立水口小学校
- 甲賀市立綾野小学校
- 甲賀市立柏木小学校
- 甲賀市立貴生川小学校
- 甲賀市立伴谷小学校
- 甲賀市立伴谷東小学校
- 甲賀市立大野小学校
- 甲賀市立土山小学校
- 甲賀市立油日小学校
- 甲賀市立大原小学校
- 甲賀市立佐山小学校
- 甲賀市立希望ケ丘小学校
- 甲賀市立甲南第一小学校
- 甲賀市立甲南第二小学校
- 甲賀市立甲南第三小学校
- 甲賀市立甲南中部小学校
- 甲賀市立朝宮小学校
- 甲賀市立雲井小学校
- 甲賀市立小原小学校
- 甲賀市立信楽小学校
- 甲賀市立多羅尾小学校

### 野洲市
- 野洲市立篠原小学校
- 野洲市立祇王小学校
- 野洲市立北野小学校
- 野洲市立野洲小学校
- 野洲市立三上小学校
- 野洲市立中主小学校

### 湖南市
- 湖南市立下田小学校
- 湖南市立水戸小学校
- 湖南市立岩根小学校
- 湖南市立三雲東小学校
- 湖南市立三雲小学校
- 湖南市立菩提寺小学校
- 湖南市立菩提寺北小学校
- 湖南市立石部小学校
- 湖南市立石部南小学校

### 高島市
- 高島市立マキノ東小学校
- 高島市立マキノ西小学校
- 高島市立マキノ南小学校
- 高島市立今津北小学校
- 高島市立今津東小学校
- 高島市立安曇小学校
- 高島市立青柳小学校
- 高島市立本庄小学校
- 高島市立高島小学校
- 高島市立朽木東小学校
- 高島市立朽木西小学校
- 高島市立新旭北小学校
- 高島市立新旭南小学校

### 東近江市
- 東近江市立八日市南小学校
- 東近江市立八日市西小学校
- 東近江市立八日市北小学校
- 東近江市立玉緒小学校
- 東近江市立御園小学校
- 東近江市立布引小学校
- 東近江市立箕作小学校
- 東近江市立市原小学校
- 東近江市立山上小学校
- 東近江市立五個荘小学校
- 東近江市立能登川西小学校
- 東近江市立能登川東小学校
- 東近江市立能登川南小学校
- 東近江市立能登川北小学校
- 東近江市立愛東南小学校
- 東近江市立愛東北小学校
- 東近江市立湖東第一小学校
- 東近江市立湖東第二小学校
- 東近江市立湖東第三小学校
- 東近江市立蒲生北小学校
- 東近江市立蒲生東小学校
- 東近江市立蒲生西小学校

### 米原市
- 米原市立米原小学校
- 米原市立河南小学校
- 米原市立柏原小学校
- 米原市立大原小学校
- 米原市立山東小学校
- 米原市立伊吹小学校
- 米原市立春照小学校
- 米原市立息長小学校
- 米原市立坂田小学校

### 蒲生郡
- 日野町立必佐小学校
- 日野町立日野小学校
- 日野町立南比都佐小学校
- 日野町立桜谷小学校
- 日野町立西大路小学校
- 竜王町立竜王小学校
- 竜王町立竜王西小学校

### 愛知郡
- 愛荘町立秦荘東小学校
- 愛荘町立秦荘西小学校
- 愛荘町立愛知川小学校
- 愛荘町立愛知川東小学校

### 犬上郡
- 豊郷町立豊郷小学校
- 豊郷町立日栄小学校
- 甲良町立甲良東小学校
- 甲良町立甲良西小学校
- 多賀町立多賀小学校
- 多賀町立大滝小学校